# 小国中継局 (山形県)
小国中継局（おぐにちゅうけいきょく）は、山形県西置賜郡小国町に置かれているテレビ及びFMラジオ放送の中継局である。

## 中継局概要

### デジタルテレビ放送
| ID | 放送局名             | 物理 チャンネル | 空中線電力 | ERP | 偏波面   | 放送対象地域 | 放送区域 内世帯数 | 運用開始日     |
| -- | -------------------- | --------------- | ---------- | --- | -------- | ------------ | ----------------- | -------------- |
| 1  | NHK 山形総合         | 27              | 10W        | 30W | 水平偏波 | 山形県       | 約2,500世帯       | 2006年 12月1日 |
| 2  | NHK 山形教育         | 25              | 10W        | 30W | 水平偏波 | 全国         | 約2,500世帯       | 2006年 12月1日 |
| 4  | YBC 山形放送         | 31              | 10W        | 32W | 水平偏波 | 山形県       | 約2,500世帯       | 2006年 12月1日 |
| 5  | YTS 山形テレビ       | 38              | 10W        | 26W | 水平偏波 | 山形県       | 約2,500世帯       | 2008年 12月1日 |
| 6  | TUY テレビユー山形   | 33              | 10W        | 30W | 水平偏波 | 山形県       | 約2,500世帯       | 2007年 10月1日 |
| 8  | SAY さくらんぼテレビ | 45              | 10W        | 30W | 水平偏波 | 山形県       | 約2,500世帯       | 2007年 10月1日 |

- 所在地： 西置賜郡小国町（沖庭山）[2][3]
- 放送区域： 西置賜郡小国町の一部[2][3]
- NHKとYBCは、2006年11月28日に本免許が交付され[1][4][2]、12月1日に本放送を開始した[1]。

### アナログテレビ放送
| チャンネル 番号 | 放送局名             | 空中線 電力       | ERP               | 偏波面   | 放送対象地域 | 放送区域 内世帯数 | 運用開始日      |
| --------------- | -------------------- | ----------------- | ----------------- | -------- | ------------ | ----------------- | --------------- |
| 2               | NHK 山形教育         | 映像30W/ 音声7.5W | 映像41W/ 音声10W  | 水平偏波 | 全国         | -                 | 1963年 12月28日 |
| 9               | NHK 山形総合         | 映像30W/ 音声7.5W | 映像39W/ 音声9.7W | 水平偏波 | 山形県       | -                 | 1963年 12月28日 |
| 11              | YBC 山形放送         | 映像30W/ 音声7.5W | 映像39W/ 音声9.8W | 水平偏波 | 山形県       | -                 | 1965年 9月11日  |
| 39              | YTS 山形テレビ       | 映像100W/ 音声25W | 映像320W/ 音声79W | 水平偏波 | 山形県       | -                 | 1975年 9月5日   |
| 41              | TUY テレビユー山形   | 映像100W/ 音声25W | 映像320W/ 音声79W | 水平偏波 | 山形県       | -                 | 1995年 9月28日  |
| 43              | SAY さくらんぼテレビ | 映像100W/ 音声25W | 映像320W/ 音声79W | 水平偏波 | 山形県       | -                 | 1999年 11月30日 |

- 所在地： デジタルテレビ放送に同じ
- 2011年7月24日をもってすべて廃止された。

### FMラジオ放送
| 周波数  | 放送局名   | 空中線 電力 | ERP | 偏波面   | 放送対象地域 | 放送区域 内世帯数 | 運用開始日      |
| ------- | ---------- | ----------- | --- | -------- | ------------ | ----------------- | --------------- |
| 89.8MHz | NHK 山形FM | 10W         | 25W | 水平偏波 | 山形県       | -                 | 1969年 11月27日 |

- 所在地： デジタルテレビ放送に同じ
- なお、エフエム山形は当地に中継局を置いていない。